# 107 Herculis
107 Herculis (t Herculis) é uma estrela na direção da Hercules. Possui uma ascensão reta de 18h 21m 01.02s e uma declinação de +28° 52′ 11.4″. Sua magnitude aparente é igual a 5.12. Considerando sua distância de 277 anos-luz em relação à Terra, sua magnitude absoluta é igual a 0.48. Pertence à classe espectral A7V.